# Samuel H. Wood
Samuel H. Wood ist ein amerikanischer Fruchtbarkeitsspeziallist. Er hat mit 5 Kollegen erstmals von Hautzellen menschliche Embryonen geklont.

## Ausbildung und frühe Forschung
Wood schloss sein Studium in Psychologie an der Loma Linda University im Jahr 1979 ab. 1980 erlangte er einen M.A. in Psychologie an der University of Richmond, 1985 die Berufsbezeichnung Arzt, indem ihm der Titel M.D. verliehen wurde, 1986 den Doktor (Ph.D.) am Medical College of Virginia und 1997 einen Master of Business Administration (MBA), an der  San Diego State University.
Wood legte seinen anfänglichen Fokus auf die DNA. Während der Zeit am Medical College of Virginia forschte Wood an der Isolierung einer DNA-Kernmatrix.
In seinem weiteren Werdegang erforschte Wood das prämenstruelle Syndrom (PMS) sowie die Verbesserung der Schwangerschaftsraten bei der Verwendung von gespendeten Eizellen. Während eines Stipendiums forschte Wood an der Nützlichkeit von Fluoxetin für Patienten mit einem schweren PMS. Wood und sein Forschungsteam fanden heraus, dass bei der Einnahme des Fluoxetin während der Lutealphase, der zweiten Phase des Menstruationszyklus, sowohl körperliche Beschwerden als auch Verhaltensbeschwerden gelindert werden und während der Einnahme keine Nebenwirkungen oder andere Komplikationen auftraten. Anschließend untersuchten sie die Wirksamkeit der Abtreibungspille RU 486 bei der Behandlung von PMS. Die niedrige Dosierung der RU 486 wirkte bei Probanden wie ein Placebo.
Um seine Wissensbasis im Bereich der Unfruchtbarkeit zu erweitern, eröffnete Wood eine private Praxis. Mit seinem Team analysierte er über einen Zeitraum von fünf Jahren Daten von frischen und gefrorenen Eizellspenden. Es entdeckte einen bis dahin unentdeckten Gebärmutter-Faktor, der bei wiederholten Fehlgeburten zu berücksichtigen ist.

## Klonen
Nach der ersten veröffentlichten Studie über den Kerntransfer von Stammzellen beschäftigte sich Wood intensiv mit der Stammzellenforschung. Während seiner Forschungsarbeiten schloss er sich mit Andrew French, einem australischen Spezialisten für den Kerntransfer somatischer Zellen, sowie mit dem Biologen Alan Trounson zusammen. Nachdem die Forscher eine Studie mit Säugetieren durchgeführt hatten, kamen sie zu dem Entschluss, dass das entscheidende Vorgehen für die Nachbildung von Säugetieren vielversprechend für die praktische Anwendung der Nachbildung von menschlichen embryonalen Stammzellen ist. Die Forscher nahmen von der Vorstellung, dass die Erforschung von embryonalen Stammzellen dazu diene, menschliche Klone herzustellen, Abstand. Laut Wood soll die Forschung lediglich dazu dienen, in Zukunft menschliche Organe wie Herzen oder Nieren nachzubilden.
Im Jahre 2008 kreierte die Gruppe von Wood menschliche Embryonen, indem er mit somatischem Zellkerntransfer die Zellkerne von Hautzellen in die entkernten Eizellen von Frauen einsetzte. Die fünf geklonten Embryonen wurden später zerstört. Wood wies darauf hin, dass sie die reifen menschlichen Embryonen mit Hilfe erwachsener Hautzellen hergestellt hätten, um eine weniger umstrittene Quelle als embryonale Stammzellen einzusetzen.
Es ist unklar, ob die erzeugten Embryonen in der Lage gewesen wären, sich weiterzuentwickeln. Wood hätte dies allerdings mit der Technologie des reproduktiven Klonens für unethisch und illegal angesehen. Die fünf geklonten Embryonen, die in der Stemagen-Gesellschaft im Labor in La Jolla erstellt wurden, wurden später zerstört. Die ethischen Bedenken wurden daraufhin erhöht.

## Belege
1. ↑  French, A. J. et al. (2008). "Development of human cloned blastocysts following somatic cell nuclear transfer with adult fibroblasts." Stem Cells 26(2): 485-493. doi:10.1634/stemcells.2007-0252

| Personendaten    | Personendaten                                                |
| ---------------- | ------------------------------------------------------------ |
| NAME             | Wood, Samuel H.                                              |
| KURZBESCHREIBUNG | amerikanischer Wissenschaftler und Fruchtbarkeitsspeziallist |
| GEBURTSDATUM     | 20. Jahrhundert                                              |